# Slip End
Slip End – wieś i civil parish w Anglii, w hrabstwie ceremonialnym Bedfordshire, w dystrykcie (unitary authority) Central Bedfordshire. Leży 32 km na południe od centrum miasta Bedford i 44 km na północny zachód od centrum Londynu. W 2011 roku civil parish liczyła 1831 mieszkańców.